# Mchichira
Mchichira ist ein Verwaltungsbezirk (englisch Ward) des Distrikts Tandahimba in der tansanischen Region Mtwara.

## Geografie
Mchichira liegt im Südosten von Tansania etwa 20 Kilometer Luftlinie südwestlich der Distrikthauptstadt Tandahimba. Der Bezirk liegt am Fluss Rovuma, der die Grenze zu Mosambik bildet. Mchichira grenzt im Norden an Lukokoda und Kwanyama, im Osten an Maundo, im Süden an Mosambik und im Westen an Mkundi und Mnyawa. Bei der Volkszählung 2022 lebten 7905 Menschen in 2447 Haushalten auf einer Fläche von 58 Quadratkilometern.

## Gliederung
Der Bezirk besteht aus fünf Gemeinden (Mtaa) mit zwanzig Orten (Kitongoji):
| Mchichira - Majani Mapana - Mpakani - Ligula - Usalama - Jirani | Shangani - Miembeni - Mivinjeni - Madina - Mitema - Lilande | Pachani - Litemla - Mlingoti | Mnarani - SIDO - Kambarage - Ajentina | Mkwajuni - Mkalanga - Majaliwa - Rizika - Ukombozi - Ruvuma |

## Infrastruktur
- Bildung: Die Mchichira Secondary School ist eine staatliche weiterführende Schule, die Tagesschüler bis zur 4. Stufe ausbildet.[8]
- Gesundheit: Im Bezirk liegt eine staatliche Apotheke.[9]